# Antilles australes
Pour les articles homonymes, voir Antilles (homonymie).
Les Antilles australes, en espagnol Antillas del Sur ou Antartillas, sont un archipel de l'océan Atlantique Sud qui regroupent les îles entre l'Amérique du Sud et la péninsule Antarctique, soit le groupe de Géorgie du Sud, les îles Sandwich du Sud, les îles Orcades du Sud, les îles Shetland du Sud et l'archipel Palmer. Elles forment la partie émergée de l'arc des Antilles australes qui fait la jonction entre la cordillère des Andes et les Antarctandes.